# Ла-Ферте-сюр-Шьер
Ла-Ферте́-сюр-Шьер (фр. La Ferté-sur-Chiers) — коммуна во Франции, находится в регионе Шампань — Арденны. Департамент коммуны — Арденны. Входит в состав кантона Кариньян. Округ коммуны — Седан.
Код INSEE коммуны — 08168.
Коммуна расположена приблизительно в 230 км к востоку от Парижа, в 95 км северо-восточнее Шалон-ан-Шампани, в 45 км к юго-востоку от Шарлевиль-Мезьера.

## Население
Население коммуны на 2008 год составляло 187 человек.
| 1962 | 1968 | 1975 | 1982 | 1990 | 1999 | 2008 |
| ---- | ---- | ---- | ---- | ---- | ---- | ---- |
| 223  | 268  | 252  | 245  | 202  | 224  | 187  |

## Экономика
В 2007 году среди 112 человек в трудоспособном возрасте (15—64 лет) 80 были экономически активными, 32 — неактивными (показатель активности — 71,4 %, в 1999 году было 65,4 %). Из 80 активных работали 70 человек (44 мужчины и 26 женщин), безработных было 10 (5 мужчин и 5 женщин). Среди 32 неактивных 7 человек были учениками или студентами, 10 — пенсионерами, 15 были неактивными по другим причинам.

## Достопримечательности
- Участок линии Мажино. Исторический памятник с 1980 года.[8]

## Фотогалерея
- Линия Мажино
- Карта коммуны